# Juegos de la Mancomunidad de 1938
Los III Juegos de la Mancomunidad se celebraron en Sídney (Australia), del 5 al 12 de febrero de 1938, bajo la denominación Juegos del Imperio Británico de Sídney 1938.

Participaron un total de 466 deportistas representantes de 15 países miembros de la Mancomunidad de Naciones. El total de competiciones fue de 70 repartidas en 7 deportes.
El jugador de bowls Frank Livingstone ganó una medalla de plata en la competición masculina.

## Medallero
| Núm. | País             | Oro | Plata | Bronce | Total |
| ---- | ---------------- | --- | ----- | ------ | ----- |
| 1    | Australia        | 25  | 19    | 22     | 66    |
| 2    | Inglaterra       | 15  | 15    | 10     | 40    |
| 3    | Canadá           | 13  | 16    | 15     | 44    |
| 4    | Sudáfrica        | 10  | 10    | 6      | 26    |
| 5    | Nueva Zelanda    | 5   | 7     | 13     | 25    |
| 6    | Gales            | 2   | 1     | 0      | 3     |
| 7    | Ceilán           | 1   | 0     | 0      | 1     |
| 8    | Escocia          | 0   | 2     | 3      | 5     |
| 9    | Guyana Británica | 0   | 1     | 0      | 1     |
| 10   | Rodesia          | 0   | 0     | 2      | 2     |
|      | TOTAL            | 71  | 71    | 71     | 213   |

| Predecesor: Londres 1934 | III Juegos de la Mancomunidad 1938 | Sucesor: Auckland 1950 |